# ライデルドルプ
ライデルドルプ（オランダ語: Leiderdorp [lɛi̯dərˈdɔrp] ( 音声ファイル)）は、オランダ西部の南ホラント州にあるヘメーンテ（基礎自治体）、町。ライデンの郊外に位置する。人口2万7126人（2017年）、総面積12.28平方キロメートル。
旧ライン川対岸のライデンのベッドタウンとしての性格を持つ。アムステルダム＝ブリュッセル間の高速鉄道、オランダ南高速線が市内をトンネルの形で通っている。
南ホラント州で最も早くからある町のひとつで、八十年戦争（オランダ独立戦争）ではスペイン軍の拠点が置かれた。

## 姉妹都市
- シャモリーン（スロバキア）

## 人物
出身者
- カリス・ファン・ハウテン（1976年 - ） 女優
- マルティン・フェルカーク（1978年 - ） プロテニス選手
- イェンス・トールンストラ（1989年 - ） サッカー選手
- マナウク・ハイスマン（1992年 - ） フィギュアスケート選手
- カイ・フェルバイ（1994年 - ） スピードスケート選手
- マタイス・デ・リフト（1999年 - ） サッカー選手

ゆかりの人物
- アーミン・ヴァン・ビューレン（1976年 - ） 音楽プロデューサー、DJ。ライデルドルプに居住していた時期がある

## ギャラリー

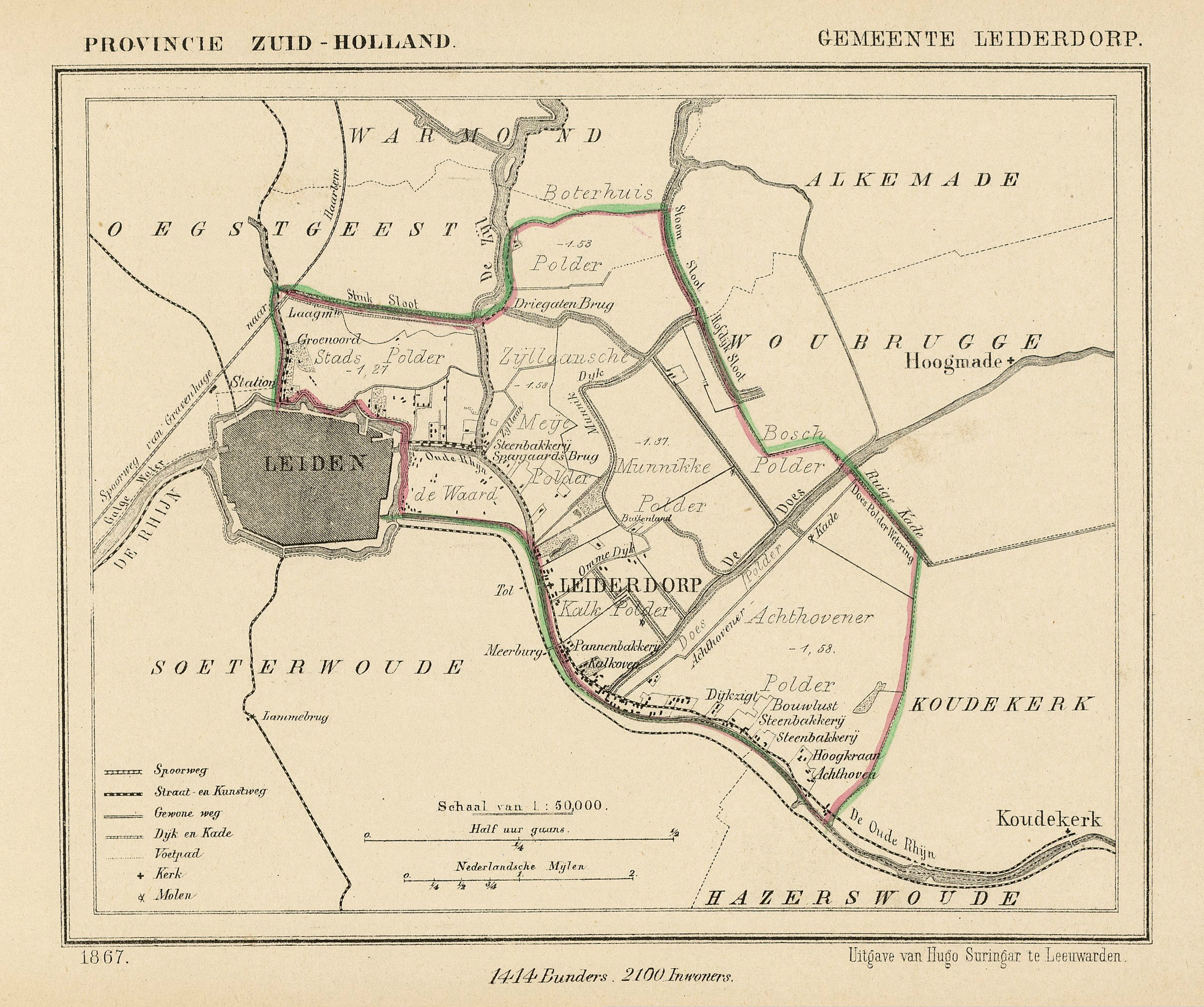
1867年作製の市街図
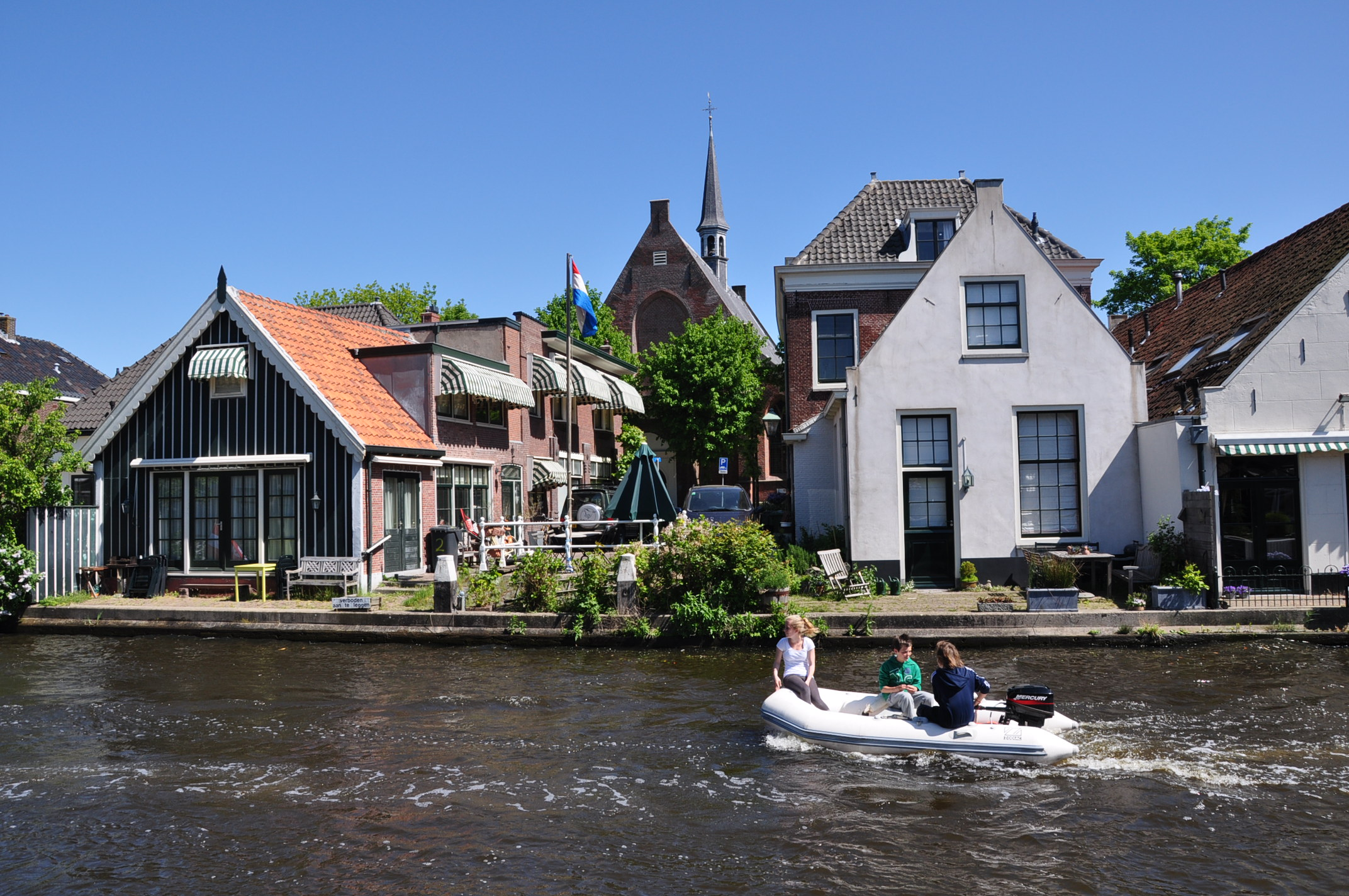
旧ライン川沿いの住宅
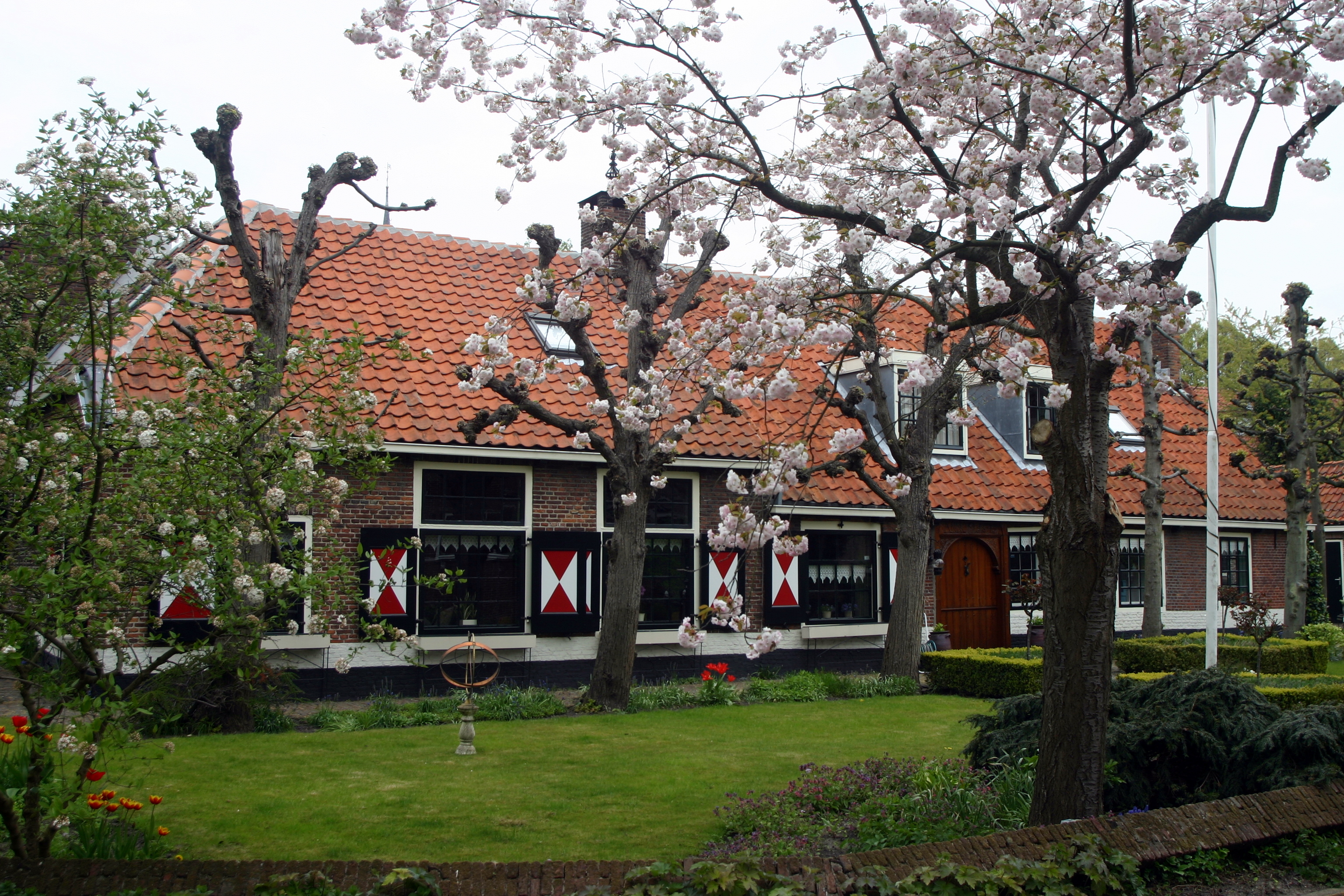
国家遺産に登録された農園
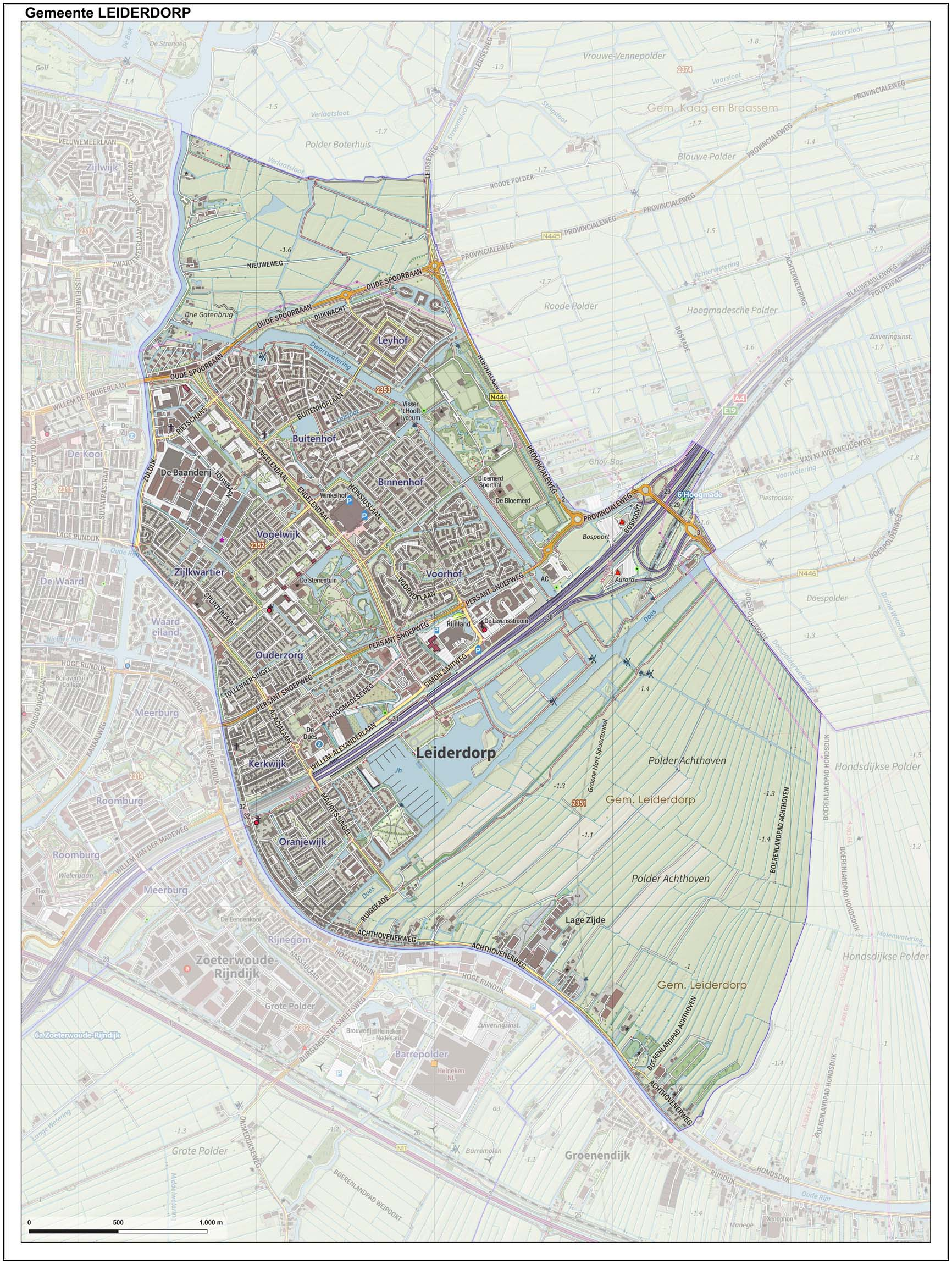
2015年作製の詳細な市街図